# Pantisarthrus gracilis
Pantisarthrus gracilis là một loài tò vò trong họ Ichneumonidae.